# 略奪愛・アブない女
略奪愛・アブない女（りゃくだつあい・あぶないおんな）は、大映テレビ制作、TBSで1998年1月9日～3月27日に放送していた連続ドラマ。主演は赤井英和、助演は稲森いずみ。全11話。平均視聴率14.5%。
陣内孝則主演の『ストーカー・誘う女』のシリーズ第2弾といった趣旨で、前回同様、心の病を持つ女性を登場させて、彼女に翻弄される受身の男性の愚かさ、滑稽さなどを描いている。

## 見どころ
精神科医の浅野岳史は、妻の樹子と1人娘の花、3人いっしょに仲良く暮らしていた。ところがある日、岳史に想いを寄せていた樹子の妹・鈴をふとしたことから抱いてしまう。幼少期のトラウマから心の病を持っている鈴は、岳史の子供を妊娠してしまう。岳史と鈴、そして二人の関係を知ってしまった樹子、この3人を中心にドロドロの関係が生まれる。
浅野岳史役の赤井英和と杉田鈴役の鈴木紗理奈はともに関西出身で、普段は関西弁を使っているが、このドラマでは、いわゆる標準語のセリフを話している（ただしイントネーションなどは関西弁に近いものになっていた）。なお、このドラマは映像ソフト化されていない。
作中に登場する千葉県公津市という市は実在しない。地名のヒントは、最寄り駅として登場する成田市の京成電鉄の公津の杜駅である。
なお、本作の音楽はTAKUROが担当。その内容はGLAYが当時既に発表済みだった楽曲をサウンドトラック用に再アレンジしたものとなっている。『GLAY SONG BOOK』のタイトルでCDも発売された。
1998年2月20日は長野五輪の為、放送休止となった。

## キャスト
浅野岳史 - 赤井英和
精神科医。良き夫、良き父だが義妹の鈴に付きまとわれた上、関係を持ってしまい苦悩。
浅野樹子 - 稲森いずみ
岳史の妻で鈴の姉。元ナースで、岳史とは職場結婚だった。夫を愛し、陰で支えているが、のちに鈴に殺されかかる。鈴同様に両親の離婚がトラウマになっているのでは？と懸念したこともある。
浅野花 - 林エリカ
岳史と樹子の娘。4歳。
松岡哲也 - 袴田吉彦
岳史の部下。後に鈴に惹かれ、心の治療に協力を申し出る。
杉田鈴 - 鈴木紗理奈
樹子の妹。短大卒業後、大手商社に就職。岳史を「アニキ」と呼び、付きまとい行為を展開した挙げ句、妊娠。なんとしても結婚するとして、樹子を攻撃。幼い頃のトラウマから、人が激しく叱責している場面に遭遇すると失神してしまう。
杉田謙太郎 - 小林稔侍
樹子と鈴の父親で、材木店経営。やや鈴に甘い面が見られる。岳史を応援している。
三村由美子 - 余貴美子
樹子と鈴の母親。謙太郎とは泥仕合の末に離婚。鈴の出生に関して重大な秘密を握っており、謙太郎を脅し恐喝をする。

## セリフ
このドラマは上にも述べられているように、関西人の赤井と鈴木が登場人物の設定上、標準語のセリフを話しているが、イントネーションが不自然で、関東出身の人間には「まるで棒読みのように聞こえる」として、放送当時、話題になった。

## 主題歌
オープニング　GLAY『Freeze My Love』
番組が始まって数分後、タイトルロゴが登場する時に前奏が流れる。
エンディング　GLAY『HOWEVER』
約1分50秒　番組の終盤でスタッフロールが登場しているときに、出だしが流れ、その後いきなりサビに入る。
『Freeze My Love』（1995年1月）、『HOWEVER』（1997年8月）は共に過去リリースされた楽曲である。

## サブタイトル
| 各話   | 放送日        | サブタイトル     | 視聴率 |
| ------ | ------------- | ---------------- | ------ |
| 第1話  | 1998年1月9日  | あなたを奪いたい | 14.3%  |
| 第2話  | 1998年1月16日 | のぞきたい彼の家 | 13.6%  |
| 第3話  | 1998年1月23日 | あたし生むわよ   | 15.4%  |
| 第4話  | 1998年1月30日 | もう我慢できない | 12.3%  |
| 第5話  | 1998年2月6日  | まさか夫と妹が?  | 12.4%  |
| 第6話  | 1998年2月13日 | 妻が見た驚く不倫 | 14.9%  |
| 第7話  | 1998年2月27日 | 引き裂いてやるわ | 15.4%  |
| 第8話  | 1998年3月6日  | 一緒に死んでよ   | 13.6%  |
| 第9話  | 1998年3月13日 | 燃える花嫁衣裳   | 15.4%  |
| 第10話 | 1998年3月20日 | 姉さん消えてよ   | 15.4%  |
| 第11話 | 1998年3月27日 | 最後に勝つのは私 | 17.2%  |

- 平均視聴率 14.5％

## スタッフ
- 制作：大映テレビ／TBS
- プロデューサー：野添和子、大西明子
- ディレクター・監督：小島穹、大西明子、井坂聡
- 脚本：石原武龍
- 音楽：TAKURO（GLAY）